# Chékéba Hachemi
Chékéba Hachemi (en persa: شکیبا هاشمی‎), (Kabul 20 de mayo de 1974) es una escritora y feminista. Fue la primera mujer afgana en ser nombrada diplomática, en 2001. Es presidenta y fundadora de la ONG Afganistán Libre.

## Infancia y educación
Chékéba Hachemi nació en Kabul en 1974. Emigró durante la invasión soviética en 1986 y llegó a Francia a los 11 años de edad. Completó sus estudios en la Escuela Superior de Comercio (École supérieure de commerce) en París.

## Activista y diplomática por los derechos de las mujeres.
Hachemi fundó la organización Afganistán Libre en 1996 en respuesta al deterioro de los derechos de las niñas y mujeres afganas bajo el régimen talibán. Durante más de 20 años, el objetivo de Afganistán Libre ha sido facilitar el acceso a la educación, la salud y la formación profesional para niñas y mujeres en las zonas rurales de Afganistán para que puedan obtener su independencia e informar al mundo sobre las condiciones de vida de los afganos. mujer. Durante diez años, la organización también publicó la revista  Roz , la única publicación de mujeres en el país.
En Europa y Estados Unidos, Chékéba Hachemi ha llevado a cabo numerosas acciones para Afganistán: campañas de prensa, cabildeo con empresas, figuras políticas e instituciones (grupo de trabajo con Kofi Annan, Secretario General de la ONU en ese momento; invitada de honor en la OIT, en el Día de la Mujer en Ginebra y en ACNUR).
Primera mujer diplomática del gobierno de transición afgano, fue nombrada Primera Secretaria de la embajada afgana ante la Unión Europea en enero de 2002. En julio de 2005, fue nombrada por el gobierno en Kabul como Asesora Especial del Vicepresidente, a cargo de proyectos prioritarios nacionales. En marzo de 2007, fue nombrada por el presidente Hamid Karzai Ministra-Asesor, cargo que desempeñó desde París. En 2009, renunció a su cargo y denunció la corrupción que está ocurriendo dentro del gobierno.
En 2009, fundó la empresa de consultoría Epoke Conseil con Marie-Françoise Colombani para promover la igualdad entre hombres y mujeres en Francia y CH Consulting, especializada en el estudio y diseño de proyectos sociales relacionados con el lugar de mujeres en empresas. Como asesora de estrategia de la Gran Duquesa de Luxemburgo, participó en la organización de una conferencia internacional "Stand, Speak, Rise Up" para poner fin a la violencia sexual en entornos frágiles en Luxemburgo en marzo de 2019 en asociación con No somos armas de guerra y la fundación Denis Mukwege.

## Obra
Hachemi es la autor de L'Insolente de Kaboul, una memoria, publicada en 2012. Es coautora de Pour l'Amour de Massoud (Por el amor de Masud) con Sediqa Massoud, publicado en 2005, que recibió un premio  Truth Prize, y de "Rostro robado, tener 20 años en Kabul" con Latifa ISBN 978-2253153993.

## Premios
Durante su carrera, Hachemi ha recibido numerosos premios por su trabajo para las mujeres y los derechos humanos:
- 2019: Premio internacional "Mujeres, digital, emprendimiento", Fundación La France s'engage
- 2017: Premio de Empoderamiento Positivo de la Fundación Positive Planet
- 2016: Premio RAJA de la Mujer a la educación y la acción social.
- 2014: Medalla de oro en el Foro de Derechos Humanos "Crans Montana"
- 2014: Caballero de la Orden del Mérito Nacional francés
- 2012: Premio de Derechos Humanos de la República Francesa
- 2012: Trofémina, Premio Médias
- 2008: Foro Económico de Mujeres "Premio a la Educación de la Mujer"
- 2001: premio "Femme en or"